# Kanton Bonnétable
Kanton Bonnétable (fr. Canton de Bonnétable) je francouzský kanton v departementu Sarthe v regionu Pays de la Loire. Tvoří ho osm obcí.

## Obce kantonu
- Bonnétable
- Briosne-lès-Sables
- Courcival
- Jauzé
- Nogent-le-Bernard
- Rouperroux-le-Coquet
- Saint-Georges-du-Rosay
- Terrehault